# Banatski Despotovac
Banatski Despotovac (cyr. Банатски Деспотовац) – wieś w Serbii, w Wojwodinie, w okręgu środkowobanackim, w mieście Zrenjanin. W 2011 roku liczyła 1291 mieszkańców.